# 안티테제
반정립(反定立, 영어: antithesis) 또는 안티테제(독일어: antithese)는 과거의 주장인 정립(定立)에 첨예하게 대립되는 주장으로서, 또는 2개의 상반되는 것이 첨예한 대립을 위해 함께 도입될 경우 글이나 발언에서 사용된다. 이는 논리적인 구나 용어에 기반을 둔다.
반정립은 무조건 하나의 문 안에 2개의 개념을 포함하여야 한다. 개념은 구조적으로 상반되지 않을 수 있으나 강조를 위해 두 개의 개념을 비교할 때 기능적으로 대조되는 역할을 할 수 있다.
이 용어는 독일의 철학자 헤겔로부터 기원한 것으로 잘못 알려져 있기도 하다. 헤겔은 특정한 강의에서 한 차례를 제외하고는 이 용어를 사용한 적이 전혀 없었으며, 해당 강의에서 그는 "모든 곳에 정반합(正反合, thesis-antithesis-synthesis)이 있다는 데서" 임마누엘 칸트를 비난하였다.

## 같이 보기
- 지양(아우프헤벤)